# Freimersheim (Rheinhessen)
Freimersheim település Németországban, Rajna-vidék-Pfalz tartományban. Lakosainak száma 719 fő (2023. december 31.).

## Népesség
A település népességének változása:
| Lakosok száma | 459  | 754  | 728  | 723  | 717  | 719  |
|               | 1975 | 2017 | 2019 | 2021 | 2022 | 2023 |